# Светислав Гонцић
Светислав Буле Гонцић (Кладово, 5. мај 1960) српски и југословенски је филмски, телевизијски и позоришни глумац.

## Биографија
Дипломирао је глуму на Факултету драмских уметности у Београду у класи проф. Миње Дедића 1982. године. Стални члан позоришта Атеље 212 је од 1983. године. Био је председник Савеза драмских уметника Србије од 1996. до 1998. године, а директор Позоришта на Теразијама од 1998. до 2000. године. Аутор је више документарних филмова („Стратегија илузије“ из 2005, „Трајање“ из 2006). Био је водитељ дечјег квиза „Кроз врата знања до путовања“.
Глумио је у више филмова и серија, а највећу популарност стекао у филмовима Зимовање у Јакобсфелду и Октоберфест (филм из 1987), серијама Салаш у Малом Риту (ТВ серија) и Срећни људи.
Активно је учествовао у политичким кампањама Српске напредне странке. Именован је 13. октобра 2021. за вршиоца дужности управника Народног позоришта у Београду, а децембра 2022. именован је за управника тог позоришта.

## Награде
- Grand Prix Филмског Фестивала у Нишу 1982. године,
- Награда „Ћуран“ на Данима комедије у Јагодини за улогу Дафне у представи „Неки то воле вруће“, 1991.

## Улоге у позоришту (избор)

### Атеље 212
- Пропаст царства Српског (Нејаки Урош),
- Живот и прикљученија војника Ивана Чонкина (Војник Иван Чонкин),
- Тотови (Мајор),
- Мај нејм из Митар (Емил),
- Приче из бечке шуме (Папа),
- Мрављи метеж (Таша Харачлија),
- Иза кулиса (Гари),
- Три верзије живота (Анри),
- Двије (Емил),
- Рањени орао (Ненад Алексић),
- Терапија (Геј 2, Слепац)
- Господин (Господин)

### Београдско драмско позориште
- Бубњеви у ноћи (Бертолд Брехт),
- Дипломац (Господин Бредок);

### Студентски културни центар
- Просјачка опера (Меки Нож),
- Др Џекил и Мр Хајд (Хајд);

### Позориште „Бошко Буха“
- Пут око света(Јованча);

### Позориште на Теразијама
- Неки то воле вруће (Џери / Дафне),
- Волим своју жену (Вали),
- Гоље (Полицајац),
- Спусти се на земљу (Ип Би),
- На слово, на слово (Мића).

## Позоришне режије
- Др Џекил и Мр Хајд (СКЦ),
- Дама са камелијама(БДП).

## Улоге
| Год.       | Назив                                  | Улога                     |
| ---------- | -------------------------------------- | ------------------------- |
| 1970-е     |                                        |                           |
| 1971.      | Спомен плоча                           |                           |
| 1971.      | Леваци                                 | Зорин син                 |
| 1972.      | Камионџије                             |                           |
| 1973.      | Једанаеста најтежа година              |                           |
| 1973.      | Јунак мог детињства (ТВ мини серија)   | Дете                      |
| 1973.      | Позориште у кући                       | Борков Друг               |
| 1973.      | Паја и Јаре                            | Јаретов син               |
| 1975.      | Зимовање у Јакобсфелду                 | Раша Петров               |
| 1975.      | Салаш у Малом Риту (ТВ серија)         | Раша Петров               |
| 1975.      | Дечак и виолина                        |                           |
| 1975.      | Ђавоље мердевине                       |                           |
| 1977.      | Лептиров облак                         |                           |
| 1978.      | Луде године                            | Буле                      |
| 1980-е     |                                        |                           |
| 1982.      | Живети као сав нормалан свет           | Радош                     |
| 1982.      | Руски Уметнички експеримент            |                           |
| 1982.      | Приче преко пуне линије                |                           |
| 1983.      | Снохватице                             | Радоје Домановић          |
| 1983.      | Мајка Вукосава пише говор              | Стевица, син              |
| 1983.      | Степенице за небо                      | Самоубица                 |
| 1983.      | Како сам систематски уништен од идиота | Млади Баби Пупушка        |
| 1983.      | Шећерна водица                         | Ненад                     |
| 1984.      | Камионџије опет возе                   | Врца                      |
| 1984.      | Мај нејм из Митар                      | Вељко                     |
| 1984.      | У срцу моје плавуше                    | Луц де Ганидец            |
| 1984.      | Целовечерњи тхе Кид                    | Бане                      |
| 1984.      | Фалосни принц                          | Лабакан                   |
| 1984.      | Кревет                                 |                           |
| 1984.      | Уна                                    | Горан                     |
| 1985.      | Приче из бечке шуме                    |                           |
| 1985.      | Живот је леп                           | Лажов                     |
| 1987.      | Како забављати господина Мартина       | Макс                      |
| 1987.      | Лагер Ниш                              | Гојко Зарић               |
| 1987.      | Бекство из Собибора                    | Баштован                  |
| 1987.      | The Misfit Brigade                     | Зигфрид                   |
| 1987.      | Октоберфест                            | Лука Бањанин              |
| 1987.      | Хајде да се волимо                     | Бале                      |
| 1988.      | Вук Караџић                            | Флор Огнев                |
| 1989.      | Свети Георгије убива аждаху            | Дане Нежења               |
| 1989.      | Госпођа министарка                     | Чеда Урошевић             |
| 1989.      |                                        | Јулисис                   |
| 1989.      | Масмедиологија на Балкану              | Милиционер                |
| 1989.      | Метла без дршке                        |                           |
| 1990-е     |                                        |                           |
| 1990.      | Гала корисница: Атеље 212 кроз векове  |                           |
| 1990.      | Балканска перестројка                  | милиционер                |
| 1990.      | Сумњиво лице                           | Ђорђе Ђока Ристић         |
| 1991.      | Брод плови за Шангај                   | Радмило Томић             |
| 1991.      | У име закона                           | Станоје Станојевић        |
| 1991.      | Сува планина 2                         | Наратор                   |
| 1992.      | Алекса Шантић (ТВ серија)              | Саво Шантић               |
| 1993.      | Нико није савршен                      | Туфегџић/Мишел            |
| 1993.      | Мрав пешадинац                         |                           |
| 1993—1994. | Срећни људи                            | Часлав „Чарли“ Марјановић |
| 1995—1996. | Срећни људи 2                          | Часлав „Чарли“ Марјановић |
| 1997.      | Горе доле                              | Тодор „Кенгур“            |
| 1998.      | Голубовића апотека                     |                           |
| 1998.      | Џандрљиви муж                          | Макса                     |
| 1998.      | Кнегиња из Фоли Бержера                | Сергије                   |
| 2000-е     |                                        |                           |
| 2000-2001. | Породично благо                        | Професор ФДУ              |
| 2002.      | Новогодишње венчање                    | Миле                      |
| 2002.      | Ко чека дочека                         |                           |
| 2002.      | Деца филма                             | Лично                     |
| 2003.      | Сироти мали хрчки 2010                 | Лекар                     |
| 2004.      | Смешне и друге приче                   |                           |
| 2005.      | Буђење из мртвих                       | Зоран                     |
| 2005.      | Потера за срећ(к)ом                    | Станодавац                |
| 2006.      | Реконвалесценти                        | Адвокат-поручник          |
| 2007.      | Бора под окупацијом                    | Петар Кочић               |
| 2007.      | Божићна печеница                       | Јован Максић              |
| 2007.      | Одбачен                                |                           |
| 2008.      | Наша мала клиника                      | Цветко                    |
| 2008—2011. | Село гори, а баба се чешља             | Џама                      |
| 2010-е     |                                        |                           |
| 2010.      | Циркус Колумбија                       | Саво Радовић              |
| 2010.      | На слово, на слово                     | Мића                      |
| 2011.      | Coriolanus                             | 4. сенатор                |
| 2017-2019  | Истине и лажи                          | Радован "Раде" Божић      |
| 2021.      | Страх од лептира (филм)                | инспектор                 |

## Фестивали
Београдско пролеће:
- Сврака (Дечје београдско пролеће), 2017
- Бар ти буди вечна(Дечје београдско пролеће) , 2018
- Три стрица (Са дечјим хором Чаролија, дечје београдско пролеће), 2019